# Polska na zawodach Pucharu Europy w Lekkoatletyce 1985
Polska na zawodach Pucharu Europy w Lekkoatletyce 1985 – wyniki reprezentacji Polski w 10. edycji Pucharu Europy w 1985.
Obie reprezentacje, męska i żeńska, wystąpiły w finale „A”, który odbył się w dniach 17–18 sierpnia 1985 w Moskwie.

## Mężczyźni
Polska zajęła 5. miejsce wśród ośmiu drużyn, zdobywając 85 punktów.
- 100 m: Marian Woronin – 1 m. (10,14)
- 200 m: Marian Woronin – 4 m. (20,50)
- 400 m: Ryszard Wichrowski – 7 m. (46,34)
- 800 m: Piotr Piekarski – 2 m. (1:49,73)
- 1500 m: Ryszard Ostrowski – 5 m. (3:45,63)
- 5000 m: Bogusław Psujek – 6 m. (14:08,35)
- 10000 m: Antoni Niemczak – 8 m. (29:56,39)
- 110 m ppł: Romuald Giegiel – 5 m. (13,74)
- 400 m ppł: Ryszard Stoch – 7 m. (50,86)
- 3000 m z przeszkodami: Bogusław Mamiński – 2 m. (8:17,40)
- skok wzwyż: Jacek Wszoła – 5 m. (2,20)
- skok o tyczce: Marian Kolasa – 3 m. (5,60)
- skok w dal: Andrzej Klimaszewski – 4 m. (7,90)
- trójskok: Zdzisław Hoffmann – 5 m. (16,74, wiatr +2,8)
- pchnięcie kulą: Helmut Krieger – 4 m. (19,28)
- rzut dyskiem: Dariusz Juzyszyn – 3 m. (65,12 – rekord Polski)
- rzut młotem: Mariusz Tomaszewski – 6 m. (74,02)
- rzut oszczepem: Mirosław Szybowski – 6 m. (82,54)
- sztafeta 4 × 100 m: Jacek Licznerski, Marian Woronin, Czesław Prądzyński, Zygfryd Swaczyna – 6 m. (39,15)
- sztafeta 4 × 400 m: Marek Sira, Ryszard Wichrowski, Ryszard Jaszkowski, Andrzej Stępień – 5 m. (3:05,08)

## Kobiety
Polska zajęła 6. miejsce wśród ośmiu drużyn, zdobywając 60 punktów.
- 100 m: Elżbieta Tomczak – 5 m. (11,21)
- 200 m: Ewa Kasprzyk – 3 m. (22,72)
- 400 m: Małgorzata Dunecka – 7 m. (52,65)
- 800 m: Wanda Wójtowiec – 6 m. (2:03,94)
- 1500 m: Barbara Klepka – 7 m. (4:14,12)
- 3000 m: Wanda Panfil – 4 m. (8:58,51)
- 10000 m: Renata Kokowska – 7 m. (35:22,03)
- 100 m ppł: Sylwia Bednarska – 7 m. (13,60)
- 400 m ppł: Genowefa Błaszak – 3 m. (55,90)
- skok wzwyż: Danuta Bułkowska – 4 m. (1,91)
- skok w dal: Agata Karczmarek – 4 m. (6,62)
- pchnięcie kulą: Bogumiła Suska – 8 m. (15,02)
- rzut dyskiem: Renata Katewicz – 4 m. (57,24)
- rzut oszczepem: Genowefa Olejarz – 6 m. (56,92)
- sztafeta 4 × 100 m: Elżbieta Tomczak, Iwona Pakuła, Ewa Pisiewicz, Ewa Kasprzyk – 3 m. (42,71 – rekord Polski)
- sztafeta 4 × 400 m: Ewa Marcinkowska, Jolanta Stalmach, Marzena Wojdecka, Genowefa Błaszak – 5 m. (3:31,20)